# Direction de la Sécurité sociale
Pour les articles homonymes, voir DSS.
La direction de la Sécurité sociale (DSS) est une administration publique française qui dépend à la fois du ministère des Affaires sociales et de la Santé, et du ministère de l'Économie et des Finances.

## Historique
La direction générale de la sécurité sociale est créée au sein du ministère du travail par un décret de 1945. Elle disparaît en 1966, remplacée par la direction de l’assurance maladie et des caisses de sécurité sociale et la direction générale de la famille, de la vieillesse et de l’action sociale,.
En 1970, la direction de la sécurité sociale est créée au sein du ministère de la santé publique et de la sécurité sociale.

## Organisation
Selon un arrêté du 3 janvier 2006 modifié par un arrêté du 8 avril 2010, la direction de la Sécurité sociale est organisée en sept sous-directions :
- la sous-direction du financement du système de soins,
- la sous-direction de l'accès aux soins, des prestations familiales et des accidents du travail,
- la sous-direction des retraites et des institutions de la protection sociale complémentaire,
- la sous-direction de la gestion et des systèmes d'information,
- la sous-direction du financement de la Sécurité sociale,
- la sous-direction des études et des prévisions financières,
- la Mission nationale de contrôle et d'audit des organismes de Sécurité sociale (MNC).

## Rôle et missions
Selon un décret du 21 juillet 2000 la direction de la Sécurité sociale conçoit les politiques relatives à la Sécurité sociale et assure leur mise en œuvre. Sa mission générale est d’assurer l’adéquation des prestations de sécurité sociale avec les besoins de la population, tout en veillant à l’équilibre financier des ressources. Pour cela, elle prépare notamment les projets de loi de financement de la sécurité sociale (PLFSS).

### Élaboration des politiques sociales et de leur cadre juridique
La direction de la Sécurité sociale élabore et met en œuvre les politiques relatives :
- à la régulation du système d'assurance maladie et à la prise en charge des soins par la CMU ;
- aux prestations familiales et à la couverture des risques maladie, maternité, invalidité, décès, vieillesse, veuvage, accidents du travail - maladies professionnelles.

### Pilotage des finances sociales
Elle est chargée de la politique de financement des régimes de sécurité sociale en élaborant les projets de loi de financement de la sécurité sociale (PLFSS).

### Pilotage et tutelle des administrations de sécurité sociale
Elle prépare les conventions d'objectifs et de gestion conclues entre l'État et les organismes tout en assurant leur mise en œuvre.
En outre, la direction de la Sécurité sociale assure, avec le ministère chargé du Budget, la tutelle des organismes de Sécurité sociale :
- le régime général (RG) ;
- le régime social des indépendants (RSI) ;
- les régimes spéciaux (régime de retraite des fonctionnaires, SNCF, RATP, industries électriques et gazières, etc.). Elle assure la tutelle de la Mutualité sociale agricole (MSA), le régime social des agriculteurs et salariés agricoles, avec le ministère de l'Agriculture et de la Pêche et le ministère chargé du budget.

#### La Mission nationale de contrôle et d'audit des organismes de Sécurité sociale (MNC)
La mission nationale de contrôle et d'audit des organismes de sécurité sociale (MNC), service à compétence nationale rattaché au directeur de la Sécurité sociale, a été créée en novembre 2009. Ainsi, à compter du 1er janvier 2010, la MNC se substitue Directions régionales des affaires sanitaires et sociales pour contrôler et évaluer l’activité, le fonctionnement et l’organisation des organismes locaux de sécurité sociale.

## Succession des directeurs
| Identité                   | Période         | Période         |
| Identité                   | Début           | Fin             |
| -------------------------- | --------------- | --------------- |
| Jean Marmot                | 2 février 1981  | 1983            |
| Rolande Ruellan (d)        | 5 février 1994  | 5 février 1996  |
| Raoul Briet (d)            | 5 février 1996  | 27 juillet 2000 |
| Pierre-Louis Bras (d)      | 27 juillet 2000 | 31 octobre 2002 |
| Dominique Libault (d)      | 31 octobre 2002 | 13 février 2012 |
| Thomas Fatome (d)          | 13 février 2012 | 24 mai 2017     |
| Mathilde Lignot-Leloup (d) | 14 juin 2017    | 12 juin 2020    |
| Franck Von Lennep (d)      | 12 juin 2020    | 28 avril 2024   |
| Pierre Pribile (d)         | 29 avril 2024   |                 |